# Halogeenvrij

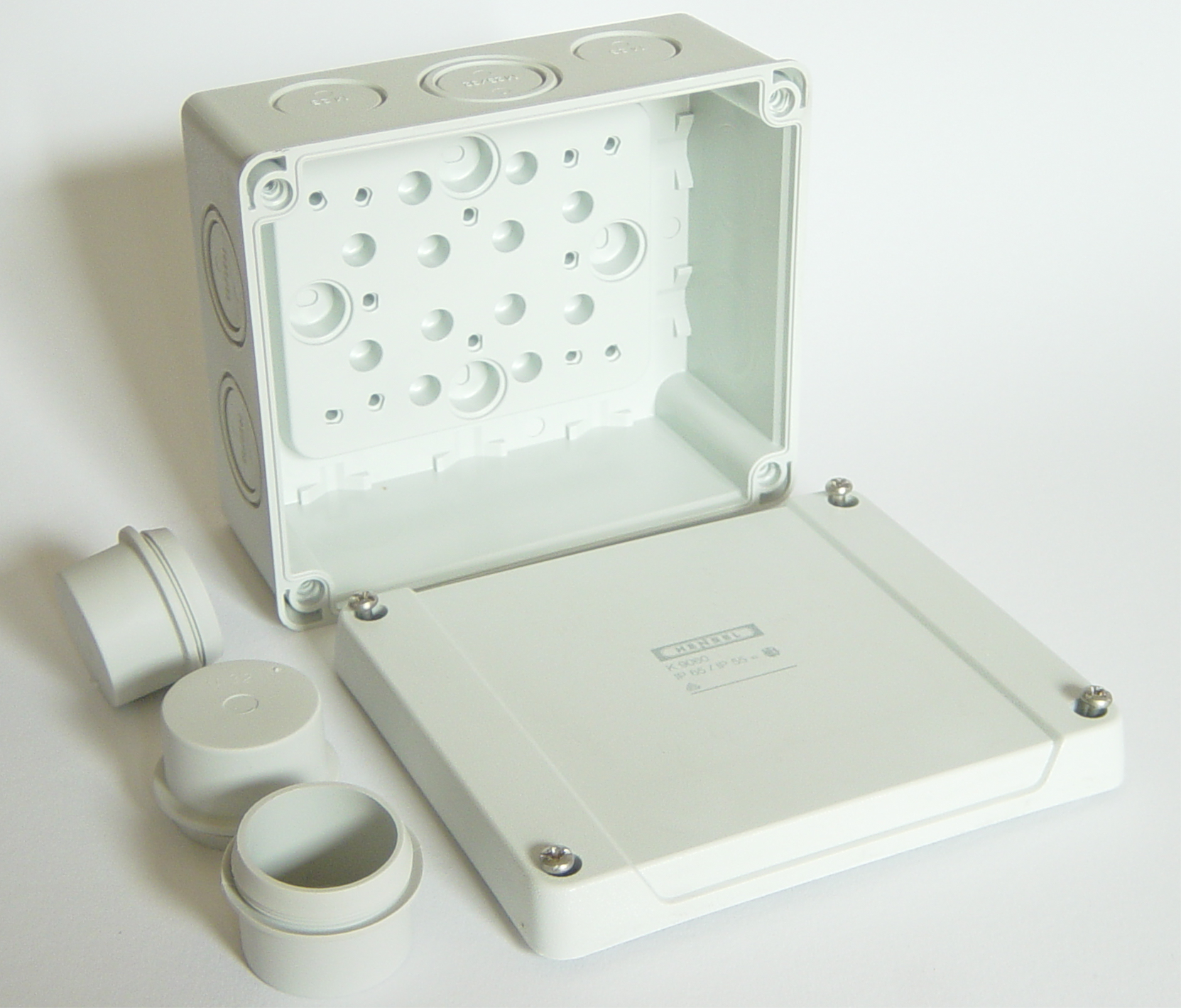
Een halogeenvrij vervaardigde lasdoos

Halogeenvrij of nul-halogeen is een aanduiding op materialen die de eigenschap moeten hebben om bij doorbranding weinig giftige gassen vrij te geven, alsook weinig rook te ontwikkelen. Behalve het directe gevaar voor mens, dier en milieu kunnen giftige gassen ook elektronica aantasten. De gevolgen hiervan kunnen zelfs in een later stadium mogelijke storingen veroorzaken. Door halogeenvrije materialen toe te passen kunnen deze gevaren aanzienlijk worden gereduceerd.
Isolerende mantel van (data)kabels kunnen halogeenvrij geproduceerd worden. Ten behoeve van de veiligheid komen er steeds meer toepassingen van deze bijzondere halogeenvrije polymeren. Te denken valt dan aan kabelgoten en kunststof besturingskasten.